# Traute Lafrenz
Traute Lafrenz Page, (Hamburgo, Alemania; 3 de mayo de 1919 - Condado de Charleston, Carolina del Sur, Estados Unidos; 6 de marzo de 2023) fue una luchadora de la resistencia alemana que fue miembro del grupo antinazi Rosa Blanca durante la Segunda Guerra Mundial.

## Biografía

### Primeros años
Lafrenz nació el 3 de mayo de 1919 en Hamburgo de Carl y Hermine Lafrenz, un funcionario y ama de casa; ella era la menor de tres hermanas. Junto con Heinz Kucharski, Lafrenz estudió con Erna Stahl en la Lichtwarkschule, una escuela de artes liberales en Hamburgo. Cuando se abolió la coeducación en 1937, Lafrenz se mudó a una escuela monástica, donde ella y su compañera de clase Margaretha Rothe se graduaron en 1938. Junto con Rothe, comenzó a estudiar medicina en la Universidad de Hamburgo en el semestre de verano de 1939. Después del semestre ella trabajó en Pomerania, donde conoció a Alexander Schmorell, quien había comenzado a estudiar en el verano de 1939 en la Escuela de Medicina de la Universidad de Hamburgo, pero continuó sus estudios de 1939 a 1940 en Múnich.

### Participación en laRosa Blanca
En mayo de 1941, Lafrenz se mudó a Munich para estudiar, y mientras estuvo allí conoció a Hans Scholl y Christoph Probst. En su oposición al régimen nazi, encontró inspiración en los escritos de Rudolf Steiner. Asistió a muchas charlas y discusiones del grupo Rosa Blanca, incluidas aquellas con Kurt Huber. Ella y Hans Scholl, uno de los líderes del grupo, tuvieron una breve relación sentimental. 
A fines de 1942, llevó el tercer volante de la Rosa Blanca a Hamburgo y lo distribuyó con su antiguo compañero de clase Heinz Kucharski. Cuando Hans y Sophie Scholl fueron arrestados en la Universidad de Munich el 18 de febrero de 1943 por difundir folletos contra la guerra, Lafrenz también fue investigado por la Gestapo. Fue arrestada, junto con Alexander Schmorell y Kurt Huber, el 15 de marzo. Durante su interrogatorio por parte de la Gestapo, Lafrenz logró ocultar el alcance total de su participación en la distribución de folletos. Como resultado, fue sentenciada a un año de prisión el 19 de abril de 1943 por el Volksgerichtshof (Tribunal Popular, primer senado) por su papel como confidente. Después de su liberación, fue arrestada y encarcelada una vez más por la Gestapo. Su juicio se fijó para abril de 1945. Si hubiera procedido, lo más probable es que hubiera sido sentenciada a muerte, pero los Aliados liberaron la prisión donde estaba detenida tres días antes de que comenzara su juicio, probablemente salvándole la vida.

### Después de la guerra
En 1947, emigró a los Estados Unidos, completando sus estudios de medicina en el Hospital Saint Joseph en San Francisco (California). En Estados Unidos conoció a Vernon Page, un oftalmólogo, con quien se casó en 1947 y tuvieron cuatro hijos; juntos formaron una práctica médica en Hayfork (California). Estuvieron juntos hasta su muerte en 1995. Ella fue una de las primeras practicantes del enfoque médico holístico de inspiración antroposófica. Después de mudarse a Chicago, se desempeñó desde 1972 hasta 1994 como directora de la Escuela Esperanza, una escuela diurna terapéutica privada que atiende a estudiantes con discapacidades del desarrollo entre las edades de 5 y 21 años. Estuvo involucrada en el movimiento antroposófico en los Estados Unidos durante más de medio siglo. Se retiró y vivió en la isla Yonges cerca de Meggett (Carolina del Sur).
En 2019, recibió la Orden al Mérito de la República Federal de Alemania en su centenario.
El 6 de marzo de 2023, Lafrenz murió en las islas Yonges (Carolina del Sur), a los 103 años, como el último miembro vivo del grupo Rosa Blanca.